# Villacarmelo (Cali)
Villacarmelo es un corregimiento ubicado en la parte occidental del distrito de Santiago de Cali. Limita al norte y occidente con el corregimiento de Los Andes, al sur con el corregimiento de Pance y al oriente con el corregimiento de La Buitrera. Es uno de los corregimientos con menor densidad de población

## División territorial
Está compuesto por su centro poblado cabecera (la cual le da el nombre al corregimiento) y 6 veredas:
- El Carmen - Minuto
- Villacarmelo
- La Candelaria
- La Fonda
- Dos Quebradas
- Alto de Los Mangos.